# 鄭波
鄭 波（てい は、ジェン・ボー、英語: Zheng Bo、1983年11月26日 - ）は、中華人民共和国の男子バドミントン選手。2010年の混合ダブルス世界王者。世界ランク最高位は1位。

## 経歴
混合ダブルスで馬晋とペアを組み、BWF世界ランキングは1位に到達。
2010年には世界選手権で優勝。